# Batomys
Genre
Répartition géographique
Batomys est un genre de rongeurs de la sous-famille des Murinés des Philippines.

## Liste des espèces
Selon ITIS (15 janvier 2018) :
- Batomys dentatus Miller, 1911
- Batomys granti Thomas, 1895
- Batomys russatus Musser, Heaney & Tabaranza Jr., 1998
- Batomys salomonseni (Sanborn, 1953)

Selon [Qui ?] :
- Batomys dentatus Miller, 1911
- Batomys granti Thomas, 1895
- Batomys hamiguitan Balete, Heaney, Rickart, Quidlat & Ibanez, 2008
- Batomys russatus Musser, Heaney & Tabaranza, 1998
- Batomys salomonseni (Sanborn, 1953)